# Lotus Mk6
La Lotus Mark VI è stata la prima autovettura da competizione costruita in serie dalla Lotus Cars a partire dal 1952. La Mark VI era disponibile sia come vettura completa che come kit. Parte del successo di vendita ottenuto da questa auto derivava dall'idea di Colin Chapman di vendere, nel caso del kit, oltre al telaio anche molte parti speciali. Su questa vettura potevano essere montati motori e trasmissioni differenti permettendo così ai possessori di questa auto di poter competere in molte categorie e formule.

## Sviluppo
La Mark VI per molti aspetti rifletteva il background ingegneristico di Chapman. Il progetto era il risultato di un'analisi dei carichi ai quali era sottoposta la struttura in gara. Ne era risultato un telaio tubolare molto leggero, 25 chilogrammi, e sospensioni che incorporavano le più recenti innovazioni.
Il prototipo del telaio venne costruito dalla Progress Chassis Company mentre la carrozzeria, in pannelli di alluminio battuti, era prodotta dalla William & Pinchard. La parte meccanica venne tratta da quella della Ford Prefect e si rivelò molto economica oltre che facilmente reperibile. Come motori potevano essere montati il Ford 10 da 1.172 cm³, il motore MG TF da 1.250 o 1.500 cm³, il motore da 1.500 cm³ della Ford Consul o l'esuberante Coventry Climax.
La Mark VI divenne una vettura molto popolare sui tracciati britannici dove spesso si rivelava vincente anche nel confronto con vetture più costose o potenti sfruttando i suoi punti di forza che erano la elevata maneggevolezza e l'accelerazione.

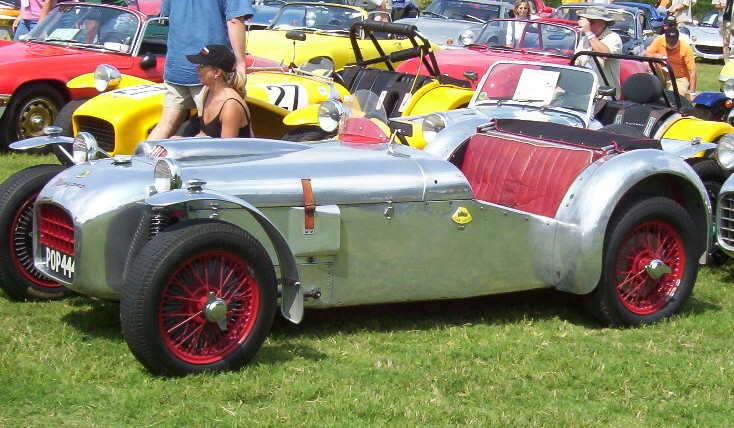
Lotus Mk6

Nonostante i componenti della vettura fossero il più possibile standardizzati per facilitarne la produzione, furono prodotti anche esemplari speciali dietro richiesta di alcuni acquirenti. Se necessario la Lotus modificava anche componenti realizzate da terzi.
Della Mark VI sono stati prodotti 100-110 esemplari e la sua produzione terminò nel 1955.